# 喜多沢くるす
喜多沢 くるす（きたざわ くるす、1988年10月6日 - ）は、日本の元AV女優。
所属事務所はプライムエージェンシー。

## 人物
- 東京都出身。
- 身長：158.5cm
- スリーサイズ：B 90cm（Fカップ）・W 58cm・H 85cm
- 血液型：O型
- 趣味：DVD鑑賞、マンガ集め、犬の散歩
- 特技：バレーボール

## 略歴
初体験は14歳の時にナンパしてきた24歳の会計士と行った。その彼とは3年間続いたが17歳の時に結婚を求められて別れた。AVデビュー前の体験人数は2人で、もう1人は大学入学後に短期間つきあったが、大学構内で立ちバックでSEXしているところを警備員に見つかり注意を受けた。現役のミッション系大学生としてデビュー直前にテレビ出演も行い注目を集めた。2008年7月にWaapより専属女優としてAVデビュー。2008年8月発売のベストビデオスーパードキュメント9月号で栗林里莉と人気AVアイドルコスプレ対談を行った。

## 作品

### アダルトビデオ
2008年　（全てワープエンタテインメント）
- 田園調布のお嬢さま （7月5日）
- お嬢さまの濃厚な接吻と、下品な潮吹きと、卑猥なSEX　（8月5日）
- 破廉恥な絶頂　（9月5日）
- 小悪魔お嬢さま　（11月5日）
- 僕だけの巨乳ペット　（12月5日）
- ワープエンタテインメント　10周年記念DVDBOX （12月28日）…オムニバス作品

2009年　（全てワープエンタテインメント）
- ドリシャ！！　（1月5日）
- 絶対、声だしちゃダメ！！！　（2月5日）
- 汚れた接吻　言いなりのくちびる　（3月5日）
- こってりした中出し　（4月5日）
- ドMの幸福　4時間　（4月15日）…オムニバス作品

## テレビ出演
- オニ発注（2008年6月11日、テレビ東京）